# لاست لیک وودز (میشیگان)
لاست لیک وودز (به انگلیسی: Lost Lake Woods) یک منطقهٔ مسکونی در ایالات متحده آمریکا است که در شهرستان آلکونا، میشیگان واقع شده‌است. لاست لیک وودز ۱۳٫۴ کیلومتر مربع مساحت و ۳۱۲ نفر جمعیت دارد و ۲۶۲ متر بالاتر از سطح دریا واقع شده‌است.